# GP5
Тромбоцитарный гликопротеин V (англ. Glycoprotein V; GP5; CD42d) — мембранный белок, продукт гена человека GP5.

## Функции
Гликопротеин V (GP5) входит в рецепторный комплекс гликопротеина Ib-IX-V вместе с альфа и бета цепями гликопротеина Ib и гликопротеином IX. Комплекс функционирует как рецептор фактора фон Виллебранда и участвует в адгезии тромбоцитов к повреждённой поверхности артерий, критического начального этапа гемостаза.

## Структура
Гликопротеин V, трансмембранный белок, состоит из 544 аминокислот, внеклеточный домен содержит 8 участков N-гликозилирования по аспарагиновым остаткам.